# Kurt Wolzendorff
Kurt Otto Julius Wolzendorff (geboren 12. April 1882 in Nassau; gestorben 21. März 1921 in Halle (Saale)) war ein deutscher Staatsrechtler.

## Leben
Kurt Wolzendorff besuchte in Wiesbaden das humanistische Gymnasium. Er studierte Rechtswissenschaften in Lausanne, München und Marburg. Nach der ersten Staatsprüfung 1903 wurde er 1905 in Marburg mit der Dissertation Über den Umfang der Polizeigewalt im Polizeistaat promoviert. Er war Justizassessor bei der Staatsanwaltschaft Wiesbaden. 1913 habilitierte er sich in Marburg und wurde dort Privatdozent für Staats-, Kolonial-, Völker- und Kirchenrecht.
1917 wurde er als  Extraordinarius an die Universität Königsberg berufen und wurde 1919 als Nachfolger Edgar Loenings Ordinarius für Öffentliches Recht an der Universität Halle.
Wolzendorff war 1919 Teilnehmer der deutschen Delegation bei den Friedensverhandlungen in Versailles. Er starb 1921 nach einer Lungenentzündung.
Zwei seiner Schriften zum Staatsbegriff und zum Widerstandsrecht wurden in den 1960er Jahren erneut aufgelegt.

## Schriften (Auswahl)
- Der Gedanke des Volksheeres im deutschen Staatsrecht. Tübingen : Mohr, 1914
- Staatsrecht und Naturrecht in der Lehre vom Widerstandsrecht des Volkes gegen rechtswidrige Ausübung der Staatsgewalt. Breslau : Marcus, 1916, 2. Nachdruck, Aalen 1968
- Vom deutschen Staat und seinem Recht. Streiflichter zur allgemeinen Staatslehre. Leipzig : Veit, 1917
- Der Polizeigedanke des modernen Staates. Ein Versuch zur allgeinen Verwaltungslehre unter besonderer Berücksichtigung der Entwicklung in Preußen. Breslau : Marcus, 1918
- Die Universität in der Demokratie. Frankfurt am Main : Societäts-Druckerei, 1919. Flugschriften der Frankfurter Zeitung
- Die Lüge des Völkerrechts : Der Krieg als Rechts-Institution und das Problem des Völkerbundes im Gedankensystem des Völkerrechts. Leipzig : D. Neue Geist, 1919
- Deutsches Völkerrechtsdenken. Mehn : Musarion, 1919
- Der Geist des Staatsrechts : Eine Studie zur Biologie des Rechts und zur Psychologie des Volksstaats. Leipzig : Neue Geist, 1920
- Der reine Staat. 1920
- Grundgedanken des Rechts der nationalen Minderheiten (Naturrecht des Minderheitenschutzes) mit einem Exkurs über Nationalkataster. Berlin : Hans Rob. Engelmann, 1921